# Аскеров Ісмаїл Насрулла огли
Ісмаїл Насрулла огли Аскеров (15 листопада 1914, місто Ордубад, тепер Нахічеванська Автономна Республіка, Азербайджан — 17 лютого 2003, місто Баку, Азербайджан) — азербайджанський радянський державний діяч, 1-й секретар Нахічеванського обласного комітету КП Азербайджану, 1-й секретар ЦК ЛКСМ Азербайджану. Член ЦК Комуністичної партії Азербайджану. Депутат Верховної ради Азербайджанської РСР 2—3-го, 5—10-го скликань. Депутат Верховної ради СРСР 4-го скликання. 

## Життєпис
Народився в селянській родині. З 1922 року навчався в семирічній школі, вступив до комсомолу. Закінчивши семирічну школу, з 1929 по 1930 рік працював на Ордубадській шовкомотальній фабриці.
З 1930 по 1933 рік навчався у Бакинському лісовому технікумі.
У 1933—1934 роках — інструктор виконавчого комітету Ордубадської районної ради; заступник секретаря Ордубадського районного комітету ЛКСМ Азербайджану Нахічеванської АРСР.
З 1934 по 1935 рік навчався в Бакинському навчальному комбінаті промислової кооперації.
У 1935—1939 роках — студент фінансово-економічного факультету Інституту народного господарства імені Карла Маркса.
Член ВКП(б) з 1939 року.
У 1939—1940 роках — аспірант Інституту народного господарства імені Карла Маркса в місті Баку.
З вересня 1940 року — слухач Вищої партійної школи при ЦК ВКП(б).
У 1942—1943 роках — заступник завідувача відділу пропаганди та агітації Бакинського міського комітету КП(б) Азербайджану та завідувач Будинку пропагандиста і агітатора імені Кірова в місті Баку.
У 1943 — грудні 1945 року — секретар ЦК ЛКСМ Азербайджану з пропаганди та агітації.
У грудні 1945 — жовтні 1947 року — 1-й секретар ЦК ЛКСМ Азербайджану.
У жовтні 1947 — травні 1950 року — заступник завідувача відділу кадрів ЦК КП(б) Азербайджану; завідувач відділу партійних, профспілкових та комсомольських органів ЦК КП(б) Азербайджану.
У травні 1950 — 1952 року — голова Азербайджанської республіканської ради профспілок.
У 1952 — грудні 1955 року — 1-й секретар Нахічеванського обласного комітету КП Азербайджану.
У грудні 1955 — 1956 року — завідувач торгово-фінансового і планового відділу ЦК КП Азербайджану.
У 1956—1957 роках — заступник міністра сільського господарства Азербайджанської РСР
У 1957—1974 роках — голова Партійної комісії ЦК КП Азербайджану.
У 1974—1981 роках — завідувач відділу організаційно-партійної роботи ЦК КП Азербайджану.
У 1981—1984 роках — голова Партійної комісії ЦК КП Азербайджану.
У 1984—1990 роках — директор музею імені Леніна в Баку.
Потім — на пенсії в місті Баку.

## Нагороди
- орден Леніна (1980)
- орден Жовтневої Революції (27.08.1971)
- орден Трудового Червоного Прапора (1976)
- орден «Знак Пошани» (1946)
- медалі